# Transportes-Aéreos-Portugueses-Flug 425
Am 19. November 1977 überrollte eine Boeing 727-200, die den Transportes-Aéreos-Portugueses-Flug 425 durchführte, auf dem Flughafen Madeira das Ende der Landebahn. Das Flugzeug stürzte eine rund 40 Meter hohe Felsklippe hinunter und brannte vollständig aus. Von den 164 Insassen kamen 131 ums Leben.

## Unfallhergang
Die Boeing 727 der Transportes Aéreos Portugueses (TAP) befand sich auf einem Linienflug von Brüssel über Lissabon nach Funchal. Zum Zeitpunkt des Unglücks war es dunkel, die Wolkenuntergrenze lag bei 450 Metern und es regnete stark. Die Sichtweite betrug rund 3000 Meter. Das Flugzeug hatte bereits zwei Fehlanflüge auf die Landebahn 24 des Flughafens Madeira unternommen. Die Besatzung, die seit über zwölf Stunden in Dienst war, entschied sich einen weiteren Landeversuch durchzuführen, um nicht zum Flughafen Gran Canaria ausweichen zu müssen.     
Um 21:48 Uhr Ortszeit setzte die Maschine weit hinter der Landebahnschwelle auf. Die verbleibende Bahnlänge reichte nicht aus, um die Boeing 727 abzubremsen. Das Flugzeug überrollte das Bahnende und stürzte von der angrenzenden Klippe. Es schlug auf eine rund 28 Meter tiefer gelegene Steinbrücke und zerbrach dabei in drei größere Stücke. Das Leitwerk mitsamt den drei Triebwerken und einem Teil der hinteren Kabine kam auf der Brücke zum Liegen. Die rechte Tragfläche stürzte landseitig auf einen Hang. Der Hauptteil des Rumpfes mitsamt der linken Tragfläche prallte 14 Meter unterhalb der Brücke auf einen felsigen Kiesstrand und brannte vollständig aus.
Bei dem Unfall kamen 131 Insassen ums Leben. Zwei Flugbegleiter und 31 Fluggäste, die mehrheitlich im abgebrochenen hinteren Teil der Maschine saßen, überlebten das Unglück mit zum Teil schweren Verletzungen. Neun Opfer wurden nicht gefunden und vermutlich auf das Meer hinausgetrieben. Zu den Opfern zählte die Musikwissenschaftlerin Christa Landon.

## Unfallursache
Wegen der Gefahr von Windscherungen hatte die Fluggesellschaft TAP ihre Besatzungen angewiesen, den Flughafen Madeira mit leicht überhöhter Geschwindigkeit anzufliegen. Die Boeing 727 überflog die Schwelle der rund 1600 Meter langen Landebahn 24 im dritten Versuch in korrekter Höhe. Die überhöhte Anfluggeschwindigkeit, Leewellen-Aufwinde und die leicht abschüssige Neigung der Landebahn führten aber dazu, dass das Flugzeug sehr lange über der Bahn schwebte. Um die Maschine auf den Boden zu zwingen, änderten die Piloten kurz vor dem Aufsetzen die Stellung der Landeklappen von 40 Grad auf 25 Grad. Dies reduzierte den Auftrieb, gleichzeitig aber auch den Luftwiderstand des Flugzeugs und damit dessen Geschwindigkeitsabnahme. Die Boeing 727 setzte rund 628 Meter beziehungsweise 2060 Fuß hinter der Bahnschwelle mit einer Geschwindigkeit von ca. 274 km/h (148 Knoten) auf. Die zulässige Landegeschwindigkeit wurde damit um 35 km/h (19 Knoten) überschritten. Nach dem Aufsetzen brach die Maschine nach rechts aus, konnte aber von der Besatzung unter Einsatz des Seitenruders auf der Bahn gehalten werden. 
Vom Aufsetzpunkt verblieben nur 912 Meter Bahnlänge, um das Flugzeug zum Stillstand zu bringen. Obwohl die Piloten unmittelbar nach der Landung die Störklappen und die Schubumkehr betätigten, verlor die Maschine kaum an Geschwindigkeit. Durch das auf der Bahn stehende Regenwasser und die überhöhte Landegeschwindigkeit setzte Aquaplaning ein, so dass auch die Bremsen des Fahrwerks keine Wirkung zeigten. Kurz vor dem Erreichen des südwestlichen Bahnendes betrug die Geschwindigkeit des Flugzeugs noch ca. 222 km/h (120 Knoten). Die Boeing 727 überrollte anschließend eine kurze Grünfläche und stürzte mit einer Geschwindigkeit von ca. 145 km/h (78,5 Knoten) über die Klippe.

## Konsequenzen
Nach dem Zwischenfall und dem nur einen Monat später erfolgten Absturz einer Caravelle der SATA wurde der seit 1973 geplante Ausbau des Flughafens Madeira als dringlich eingestuft. Im Jahr 1982 begannen die Umbaumaßnahmen, in deren Verlauf die Start- und Landebahn um 200 Meter verlängert wurde. Unmittelbar nach dem Unfall erließ TAP neue firmeninterne Vorschriften, die bis zur Eröffnung der verlängerten Start- und Landebahn im Jahr 1985 galten. Hierzu zählte ein Verbot auf der Bahn 24 zu landen, wenn deren Oberfläche nass war. Darüber hinaus ersetzte die Gesellschaft ihre Boeing 727-200 auf den Routen nach Madeira durch die kürzere und leichtere Boeing 727-100.